# Aeródromo de Holbox
El Aeródromo de Holbox (Código DGAC: HOL) es un pequeño aeropuerto privado de uso público ubicado en la isla del mismo nombre en Quintana Roo y es operado por la empresa de taxis aéreos Aero Saab S.A. El aeródromo fue construido en 1996 bajo la coordinación de Alberto Saab, propietario de Aerosaab. Cuenta con una pista de aterrizaje de 660 metros de largo y 12 metros de ancho, una plataforma con capacidad de hasta 5 aeronaves ligeras y un pequeño edificio terminal y sala de espera. Actualmente solo se usa con propósitos de aviación general.

## Accidentes e incidentes

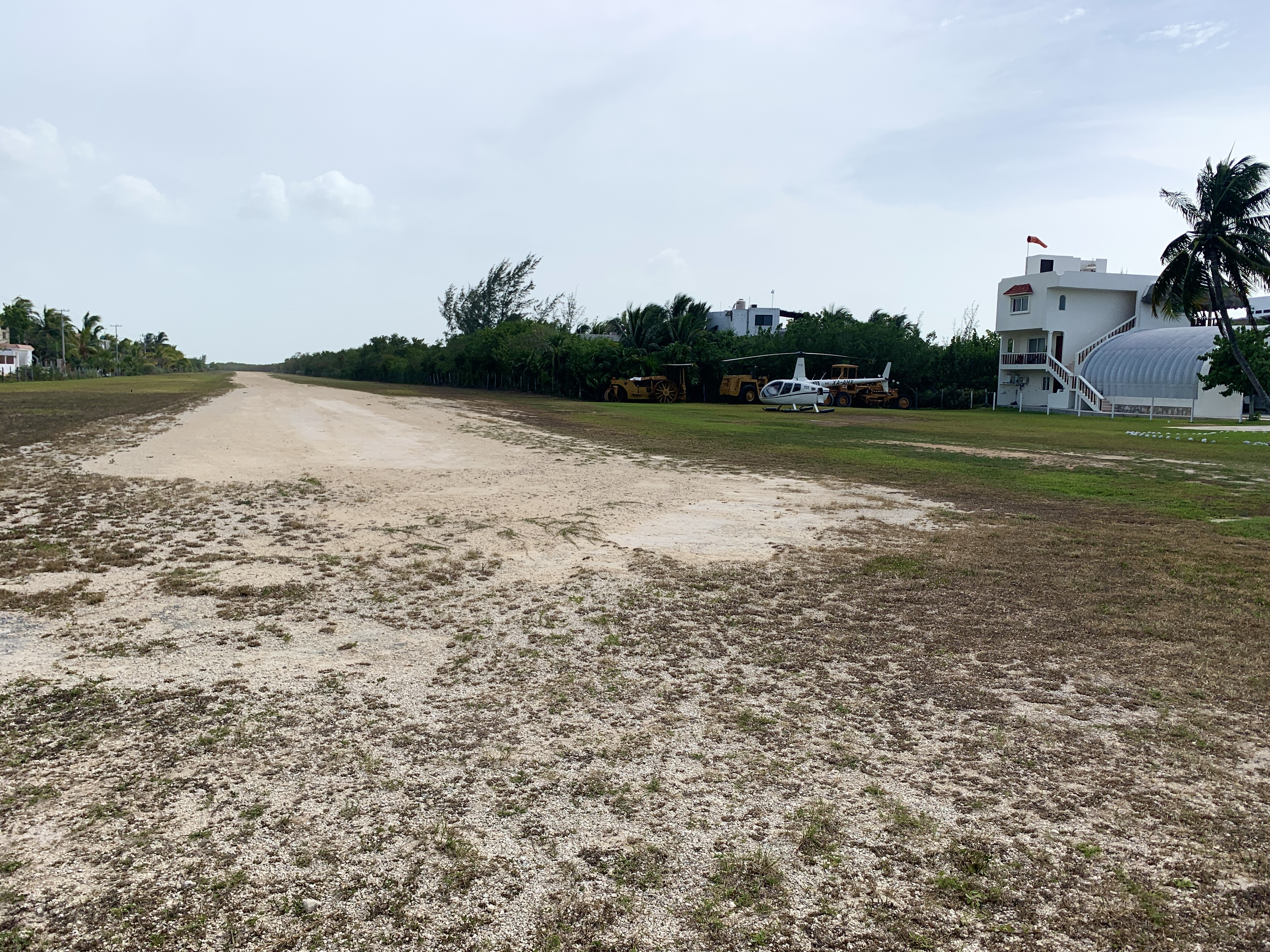
Aeródromo de Holbox

- El 14 de abril de 2013 una aeronave Cessna 177 con matrícula XB-IHT que se preparaba para realizar un vuelo entre el Aeródromo de Holbox y el Aeropuerto Internacional de Mérida se enfrentó a vientos cruzados durante su carrera de despegue causando que el piloto perdiera el control de la aeronave y finalmente se desplomara, causando daños mayores en la aeronave, sin embargo el piloto y los 3 pasajeros resultaron ilesos. Ante el accidente la DGAC emitió recomendaciones acerca de las mejoras de señalización en el aeródromo con más de un cono de viento además de mejorar la capacitación del piloto.[4][5]

- El 25 de julio de 2020 una aeronave Cessna 208B Grand Caravan con matrícula XA-FTG operada por ax Transporter que cubría un vuelo entre el Aeropuerto de Cancún y el Aeródromo de Holbox impactó contra la valla perimetral de un campo de softbol tras no poder frenar adecuadamente en el aeródromo de destino. Los 2 tripulantes y los 5 pasajeros resultaron ilesos. La aeronave resultó con daño sustancial.[6][7][8]

- El 30 de marzo del 2021 una aeronave Cessna T206H Stationair TC con matrícula XA-UPC operada por XOMEX Transportes Aéreos que realizaba un vuelo local de exhibición para un evento privado entró en pérdida y posteriormente se estrelló en la Laguna Nichupté, muriendo ambos pilotos y sobreviviendo los dos pasajeros.[9][10][11]